# Taquaras
Taquaras é um distrito do município de Rancho Queimado, cidade brasileira do Estado de Santa Catarina. Situa-se 9 km ao oeste da sede do municipio, na antiga estrada que ligava o litoral do estado (Florianópolis, São José e Palhoça) à cidade de Lages, construída entre 1896 e 1904.
Em Taquaras se realiza anualmente a Festa do Morango aproveitando-se a crescente produção, facilitada pelo clima. A agricultura orgânica também é um destaque.
É em Taquaras também que se localiza a casa de campo de Hercílio Luz, ex-governador do estado, hoje transformada em museu.
Taquaras é também o maior distrito de Rancho Queimado. 

## História
Em 1 de março de 1967 ocorreu a aprovação da Resolução Nº 27/67, pela Câmara Municipal de Rancho Queimado, que criou o Distrito de Taquaras.
Em 10 de maio de 1967 a Assembleia Legislativa do Estado de Santa Catarina aprova Projeto de Lei, pelo qual é criado o Distrito de Taquaras.
Em 12 de maio de 1967 ocorre a publicação oficial da Lei Nº 1.060, que cria o Distrito de Taquaras.
Em 22 de dezembro de 1980 a Fundação Catarinense de Cultura (FCC) tomba a casa de campo de Hercílio Luz como Patrimônio Histórico estadual, através da Lei Nº 5.846.